# 紀元前331年
紀元前331年（きげんぜんさんびゃくさんじゅういちねん）は、ローマ暦の年である。

## 他の紀年法
- 干支 : 庚寅
- 日本
  - 皇紀330年
  - 孝安天皇62年
- 中国
  - 周 - 顕王38年
  - 秦 - 恵文君7年
  - 楚 - 威王9年
  - 斉 - 威王26年
  - 燕 - 易王2年
  - 趙 - 粛侯19年
  - 魏 - 恵王後元4年
  - 韓 - 宣恵王2年
- 朝鮮
  - 檀紀2003年
- ベトナム :
- 仏滅紀元 : 214年
- ユダヤ暦 :

## できごと

### マケドニア
- アレクサンダー大王がエジプトを発ち、軍をフェニキアに向けた。彼はナウクラティスのクレオメネスにエジプトの統治をゆだねた。
- 10月1日- アレクサンダー大王はガウガメラの戦いに勝利し、ダレイオス3世のペルシア軍を打ち破った。ダレイオス3世は部下が戦い続ける中逃走した。アレクサンダー大王の軍はペルシア軍をアルベラに追撃したが、ダレイオス3世はバクトリア人騎兵、ギリシャ人傭兵と共にメディア王国に逃げ込んだ。
- アレクサンダー大王は初めて戦象に遭遇した。戦闘の後ダレイオス3世の軍の野営地で15頭のペルシア戦象を捕獲した。
- アレクサンダー大王はアケメネス朝を滅亡させた。バビロンとスーサは門を開けて降伏した。彼は首都のスーサで5万タレントの金を発見した。

### ギリシャ
- アレクサンダー大王がアジアで戦っている間、スパルタ王アギス3世はその不在に乗じてギリシャのいくつかの都市をマケドニアに対する反乱へと導いた。彼は軍資金と8,000名のギリシャ人傭兵を援助し、自ら最高司令官としてマケドニア軍に宣戦を布告した（メガロポリスの戦い）。ペロポネソスでコラゴス麾下のマケドニア軍を破る。アテナイは中立だったものの、エーリス、アカイア、アルカディアの協力を得、メガロポリスを包囲した。激戦が続いたものの、アギス軍は敗北し、アギス3世も戦死した。

### イタリア
- エピロス王アレクサンドロス1世はルカニア人（英語版）からヘラクレア・ルカニア（英語版）を奪い取り、ブルッティ（英語版）からはテリナ（英語版）とシポンタム (Sipontum) を奪い取った。タレントゥムは南イタリアに自らの王国を建設しようとし、アレクサンドロス1世に対峙した。アレクサンドロス1世はパンドシアの戦い（英語版）においてアケローン川のほとりで殺害された。

### ローマ
- ガリア人のセノネス族とローマ人が平和条約を結び、友好関係は紀元前4世紀末まで継続した。

## 死去
- アレクサンドロス1世：エピロス王